# Paul M. Cobb
Paul M. Cobb (geboren 1967 in Amherst, Massachusetts) ist ein US-amerikanischer Mittelalterhistoriker und Orientalist.     

## Leben
Paul M. Cobb studierte Anthropologie an der University of Massachusetts Amherst und Orientalistik des Vorderen Orients an der University of Chicago, wo er 1997 promoviert wurde. Er studierte auch am  „Center for Arabic Study Abroad“ in Kairo. Er war Dozent am Smith College, an der Wake Forest University und der University of Notre Dame. Cobb ist seit 2008 Professor für Islamische Geschichte an der University of Pennsylvania. Cobb erhielt verschiedenen Stipendien, darunter ein Fulbright-Stipendium und eine  Guggenheim Fellowship. 
Paul M. Cobb arbeitet als Historiker mit an der Entstehung des Spiels Assassins Creed. 
Cobb legte 2014 eine Geschichte der Kreuzzüge vor, die für die europäisch-US-amerikanische Geschichtsschreibung einen Perspektivenwechsel bietet.

## Schriften (Auswahl)
- The Race for Paradise: An Islamic History of the Crusades Oxford University press, 2014 
  - Der Kampf ums Paradies : eine islamische Geschichte der Kreuzzüge. Aus dem Engl. Michael Sailer.  Darmstadt : von Zabern, 2015
- The Lineaments of Islam: Studies in Honor of Fred McGraw Donner. Leiden ; Boston : Brill, 2012
- mit Antoine Borrut: Umayyad Legacies: Medieval memories from Syria to Spain. Leiden ; Boston : Brill, 2010
- Vorwort zu Hannes Möhring: Saladin : the Sultan and his times, 1138 - 1193. Baltimore, Md. : Johns Hopkins Univ. Press, 2008
- (Hrsg. und Übersetzer): Usāmaẗ ibn Munqid: The book of contemplation : Islam and the Crusades. London ; New York : Penguin, 2008.
- Usama ibn Munqidh : Warrior-Poet of the Age of Crusades.  Oxford : Oneworld, 2006
- mit Wout van Bekkum: Strategies of Medieval Communal Identity: Judaism, Christianity, and Islam. Leuven : Peeters ; Hadleigh : BRAD, 2005
- White Banners: contention in ʻAbbāsid Syria, 750-880. Albany : State University of New York Press, 2001